# Agrotis blanchardii
Agrotis blanchardii là một loài bướm đêm trong họ Noctuidae.